# Fernando Múgica Goñi
Fernando Múgica Goñi (Pamplona, Navarra, 7 de junio de 1946 - Madrid, 12 de mayo de 2016) fue un periodista de investigación español, redactor jefe del diario El Mundo y, también, director del Diario de Noticias de Navarra.

## Biografía
Licenciado en Ciencias de la Información por la Universidad de Navarra. Profesor de Periodismo Gráfico del máster de la Universidad de San Pablo CEU-El Mundo-Recoletos, fue el autor de la serie de investigación de más de treinta capítulos titulada «Los agujeros negros del 11-M».
Múgica recorrió el mundo como reportero gráfico y literario para diversas publicaciones durante varias décadas, siendo testigo de las principales guerras, revoluciones y terremotos del último cuarto del siglo XX. Empezó su actividad en La Gaceta del Norte con informaciones locales vizcaínas, junto con temas de más entidad, como el secuestro de Eugenio Beihl. Esta actividad local la compatibilizó con misiones de enviado especial, en la que estuvo en la guerra de los Seis Días, en la guerra de Vietnam y en la del Yon Kipur. Posteriormente estuvo en la fundación del diario Deia. Así mismo fue primer director del Diario de Noticias de Navarra en 1994 y 1995. También colaboró con Diario 16 y otros medios.
Fundador de El Mundo, volvió tras el paréntesis de su trabajo en Navarra, siendo editor gráfico y redactor jefe de las secciones Crónica, Internacional y Opinión. Se acogió a un expediente de regulación de empleo y se jubiló, aunque aún realizó algunas colaboraciones aisladas en medios. Cuando falleció estaba realizando un libro sobre el 11-M, en el que apuntaba a alguna de las múltiples agencias norteamericanas que pululan por España.

## Publicaciones
- A tumba abierta: el testigo clave del 11-M: "Quiero contarlo todo antes de que me maten", La Esfera de los Libros S.L. (2006), ISBN 978-8497345477
- Pamplona concreta, Libros del Cuerno; Edición: Primera (2016), ISBN 978-8460892038
- El Orfeón Pamplonés.150 años y un día: una historia íntima, ORFEON PAMPLONES (2015), ISBN 978-8460689812